# Kondratowy Potok
Kondratowy Potok – krótki potok w dolnej części Doliny Kondratowej w polskich Tatrach Zachodnich. Uchodzi do Bystrej w miejscu o współrzędnych 49°15′18″N 19°58′07″E/49,255000 19,968611. Jest to tuż poniżej Wywierzyska Bystrej.
Ma długość 3,1 km i średni spadek 19,2%. Wypływa na wysokości 1780 m ze źródła w skałach krystalicznych. Jest to źródło okresowe o wydajności zaledwie 0,1 l/s. Wypływająca z niego woda wkrótce ginie w rumoszu skalnym na wysokości 1700 m. Od tego miejsca przez większą część roku koryto Kondratowego Potoku jest suche. Woda płynie nim jedynie przy bardzo wysokim poziomie wód. Stały, niewielki ciek pojawia się dopiero na wysokości 1204 m, przed ujściem do Bystrej.